# US Open-mesterskabet i herredouble 2016
US Open-mesterskabet i herredouble 2016 var den 136. turnering om US Open-mesterskabet i herredouble. Turneringen var en del af US Open 2016 og blev spillet i USTA Billie Jean King National Tennis Center i New York City, USA i perioden 31. august - 10. september 2016 med deltagelse af 64 par.
Mesterskabet blev vundet af Jamie Murray og Bruno Soares, som dermed vandt deres anden grand slam-titel i herredouble som par, idet de tidligere på året også havde vundet Australian Open-titlen. Dermed blev de det første herredoublepar, der vandt mere end én grand slam-titel på en sæson, siden Bob og Mike Bryan vandt tre titler i 2013. Det fjerdeseede britisk-brasilianske par vandt i finalen over de useedede spaniere Pablo Carreño Busta og Guillermo García-López med 6-2, 6-3 på 78 minutter. Spanierne var det første useedede par i en US Open-finale i herredouble, siden Lleyton Hewitt og Maks Mirnyj vandt titlen i 2000.
Murray og Soares havde i semifinalen besejret de førsteseedede forsvarende mestre Pierre-Hugues Herbert og Nicolas Mahut med 7-5, 4-6, 6-3, mens spanierne havde vundet over deres landsmænd Feliciano López og Marc López med 6-3, 7-6 i deres semifinale.

## Pengepræmier og ranglistepoint
Den samlede præmiesum til spillerne i herredouble androg $ 2.731.512 (ekskl. per diem), hvilket var en stigning på knap 11 % i forhold til året før.
| Resultat               | Pengepræmier | Pengepræmier | Ændring ift. 2015 | ATP-point |
| Resultat               | Pr. par      | Total        | Ændring ift. 2015 | ATP-point |
| ---------------------- | ------------ | ------------ | ----------------- | --------- |
| Vindere (1)            | $ 625.000    | $ 625.000    | +9,6 %            | 2.000     |
| Finalister (1)         | $ 310.000    | $ 310.000    | +12,7 %           | 1.200     |
| Semifinalister (2)     | $ 150.000    | $ 300.000    | +12,7 %           | 720       |
| Kvartfinalister (4)    | $ 75.000     | $ 300.000    | +10,8 %           | 360       |
| Tabere i 3. runde (8)  | $ 40.000     | $ 320.000    | +14,2 %           | 180       |
| Tabere i 2. runde (16) | $ 24.500     | $ 392.000    | +12,9 %           | 90        |
| Tabere i 1. runde (32) | $ 15.141     | $ 484.512    | +6,6 %            | 0         |
| Samlet præmiesum       | -            | $ 2.731.512  | +10,9 %           | -         |

## Turnering

### Deltagere
Turneringen havde deltagelse af 64 par, der var fordelt på:
- 57 direkte kvalificerede par i form af deres ranglisteplacering.
- 7 par, der havde modtaget et wildcard.

#### Seedede par
De 16 bedst placerede af parrene på ATP's verdensrangliste pr. 22. august 2016 blev seedet:
| Seedning | Rang. | Spiller                                 | Resultat     |
| -------- | ----- | --------------------------------------- | ------------ |
| 1        | 3     | Pierre-Hugues Herbert Nicolas Mahut     | Semifinale   |
| 2        | 10    | Ivan Dogig Marcelo Melo                 | Første runde |
| 3        | 11    | Bob Bryan Mike Bryan                    | Kvartfinale  |
| 4        | 12    | Jamie Murray Bruno Soares               | Vinder       |
| 5        | 20    | Jean-Julien Rojer Horia Tecău           | Tredje runde |
| 6        | 26    | Daniel Nestor Vasek Pospisil            | Første runde |
| 7        | 30    | Raven Klaasen Rajeev Ram                | Anden runde  |
| 8        | 40    | Feliciano López Marc López              | Semifinale   |
| 9        | 40    | Treat Huey Maks Mirnyj                  | Første runde |
| 10       | 43    | Henri Kontinen John Peers               | Anden runde  |
| 11       | 48    | Julien Benneteau Édouard Roger-Vasselin | Første runde |
| 12       | 49    | Łukasz Kubot Alexander Peya             | Kvartfinale  |
| 13       | 56    | Juan Sebastián Cabal Robert Farah       | Første runde |
| 14       | 69    | Pablo Cuevas Marcel Granollers          | Første runde |
| 15       | 70    | Oliver Marach Fabrice Martin            | Anden runde  |
| 16       | 71    | Radek Štěpánek Nenad Zimonjić           | Første runde |

#### Wildcards
Syv par modtog et wildcard til turneringen.
| Spiller                            | Resultat     |
| ---------------------------------- | ------------ |
| Taylor Fritz Tommy Paul            | Anden runde  |
| Ryan Harrison Austin Krajicek      | Første runde |
| Denis Kudla Dennis Novikov         | Første runde |
| Mackenzie McDonald Martin Redlicki | Første runde |
| John McNally Jeffrey John Wolf     | Første runde |
| Nicolas Meister Eric Quigley       | Første runde |
| Daniel Nguyen Noah Rubin           | Første runde |

### Resultater

#### Kvartfinaler, semifinaler og finale
| Pierre-Hugues Herbert |
| Nicolas Mahut         |

| Robert Lindstedt     |
| Aisam-ul-Haq Qureshi |

| Pierre-Hugues Herbert |
| Nicolas Mahut         |

| Jamie Murray |
| Bruno Soares |

| Jamie Murray |
| Bruno Soares |

| Chris Guccione |
| André Sá       |

| Jamie Murray |
| Bruno Soares |

| Feliciano López |
| Marc López      |

| Pablo Carreño Busta    |
| Guillermo García-López |

| Bob Bryan  |
| Mike Bryan |

| Feliciano López |
| Marc López      |

| Łukasz Kubot   |
| Alexander Peya |

| Pablo Carreño Busta    |
| Guillermo García-López |

| Pablo Carreño Busta    |
| Guillermo García-López |

#### Første, anden og tredje runde
| Pierre-Hugues Herbert |
| Nicolas Mahut         |

| Mackenzie McDonal |
| Martin Redlicki   |

| Pierre-Hugues Herbert |
| Nicolas Mahut         |

| Robin Haase |
| Artem Sitak |

| Robin Haase |
| Artem Sitak |

| Denis Kudla    |
| Dennis Novikov |

| Pierre-Hugues Herbert |
| Nicolas Mahut         |

| Dominic Thiem |
| T. Weissborn  |

| Jérémy Chardy |
| Sam Groth     |

| Colin Fleming       |
| Mariusz Fyrstenberg |

| Dominic Thiem |
| T. Weissborn  |

| Jérémy Chardy |
| Sam Groth     |

| Jérémy Chardy |
| Sam Groth     |

| Juan Sebastián Cabal |
| Robert Farah         |

| Henri Kontinen |
| John Peers     |

| Federico Delbonis |
| Guido Pella       |

| Henri Kontinen |
| John Peers     |

| Robert Lindstedt     |
| Aisam-ul-Haq Qureshi |

| Robert Lindstedt     |
| Aisam-ul-Haq Qureshi |

| Carlos Berlocq       |
| Albert Ramos Viñolas |

| Robert Lindstedt     |
| Aisam-ul-Haq Qureshi |

| Julio Peralta    |
| Horacio Zeballos |

| Jean-Julien Rojer |
| Horia Tecău       |

| Mate Pavić    |
| Michael Venus |

| Mate Pavić    |
| Michael Venus |

| Julian Knowle |
| Florian Mayer |

| Jean-Julien Rojer |
| Horia Tecău       |

| Jean-Julien Rojer |
| Horia Tecău       |

| Jamie Murray |
| Bruno Soares |

| Gastão Elias |
| João Sousa   |

| Jamie Murray |
| Bruno Soares |

| Marcin Matkowski |
| Jürgen Melzer    |

| Marcin Matkowski |
| Jürgen Melzer    |

| Aleksandr Dolgopolov |
| Sergij Stakhovskij   |

| Jamie Murray |
| Bruno Soares |

| Brian Baker    |
| Marcus Daniell |

| Brian Baker    |
| Marcus Daniell |

| Malek Jaziri            |
| Hans Podlipnik-Castillo |

| Brian Baker    |
| Marcus Daniell |

| Rohan Bopanna           |
| Frederik Løchte Nielsen |

| Rohan Bopanna           |
| Frederik Løchte Nielsen |

| Radek Štěpánek |
| Nenad Zimonjić |

| Treat Huey  |
| Maks Mirnyj |

| Nicolás Almagro        |
| Victor Estrella Burgos |

| Nicolás Almagro        |
| Victor Estrella Burgos |

| Fabio Fognini |
| Andreas Seppi |

| Fabio Fognini |
| Andreas Seppi |

| Steve Johnson |
| Sam Querrey   |

| Nicolás Almagro        |
| Victor Estrella Burgos |

| Chris Guccione |
| André Sá       |

| Chris Guccione |
| André Sá       |

| John McNally      |
| Jeffrey John Wolf |

| Chris Guccione |
| André Sá       |

| Eric Butorac |
| Scott Lipsky |

| Raven Klaasen |
| Rajeev Ram    |

| Raven Klaasen |
| Rajeev Ram    |

| Feliciano López |
| Marc López      |

| Ryan Harrison   |
| Austin Krajicek |

| Feliciano López |
| Marc López      |

| Marcos Baghdatis |
| Gilles Müller    |

| Marcos Baghdatis |
| Gilles Müller    |

| Dustin Brown |
| Benoît Paire |

| Feliciano López |
| Marc López      |

| Íñigo Cervantes |
| Paolo Lorenzi   |

| Thomaz Bellucci   |
| Marcelo Demoliner |

| Lu Yen-Hsun      |
| Janko Tipsarević |

| Lu Yen-Hsun      |
| Janko Tipsarević |

| Thomaz Bellucci   |
| Marcelo Demoliner |

| Thomaz Bellucci   |
| Marcelo Demoliner |

| Julien Benneteau      |
| Édourd Roger-Vasselin |

| Pablo Cuevas      |
| Marcel Granollers |

| David Marrero     |
| Fernando Verdasco |

| David Marrero     |
| Fernando Verdasco |

| Andrej Kuznetsov |
| Mikhail Juzjnyj  |

| Andrés Molteni    |
| Diego Schwartzman |

| Andrés Molteni    |
| Diego Schwartzman |

| David Marrero     |
| Fernando Verdasco |

| Jonathan Erlich   |
| Santiago González |

| Bob Bryan  |
| Mike Bryan |

| Guillermo Durán |
| Máximo González |

| Jonathan Erlich   |
| Santiago González |

| Martin Kližan  |
| Adil Shamasdin |

| Bob Bryan  |
| Mike Bryan |

| Bob Bryan  |
| Mike Bryan |

| Daniel Nestor  |
| Vasek Pospisil |

| Taylor Fritz |
| Tommy Paul   |

| Taylor Fritz |
| Tommy Paul   |

| Daniel Nguyen |
| Noah Rubin    |

| Daniel Evans |
| Nick Kyrgios |

| Daniel Evans |
| Nick Kyrgios |

| Daniel Evans |
| Nick Kyrgios |

| Stéphane Robert |
| Dudi Sela       |

| Łukasz Kubot   |
| Alexander Peya |

| Andre Begemann |
| Leander Paes   |

| Stéphane Robert |
| Dudi Sela       |

| Nicolas Meister |
| Eric Quigley    |

| Łukasz Kubot   |
| Alexander Peya |

| Łukasz Kubot   |
| Alexander Peya |

| Oliver Marach  |
| Fabrice Martin |

| Marin Draganja |
| Dominic Inglot |

| Oliver Marach  |
| Fabrice Martin |

| Wesley Koolhof   |
| Matwé Middelkoop |

| Pablo Carreño Busta    |
| Guillermo García-López |

| Pablo Carreño Busta    |
| Guillermo García-López |

| Pablo Carreño Busta    |
| Guillermo García-López |

| Adrian Mannarino   |
| Paul-Henri Mathieu |

| Nicholas Monroe |
| Donald Young    |

| Dušan Lajović  |
| Viktor Troicki |

| Dušan Lajović  |
| Viktor Troicki |

| Nicholas Monroe |
| Donald Young    |

| Nicholas Monroe |
| Donald Young    |

| Ivan Dodig   |
| Marcelo Melo |